# Paul de Vos
Paul de Vos (1591-1592 ou 1595, à Hulst - 30 juin 1678, Anvers) est un peintre baroque flamand.

## Biographie
De Vos est né à Hulst près d'Anvers. Comme son frère ainé Cornelis et son plus jeune frère Jan, il étudie avec un peintre peu connu David Remeeus (1559-1626). Il se spécialise dans les scènes animales monumentales, en particulier la chasse, à la suite de commandes de mécènes aristocrates, qui sont très influencées par Frans Snyders (avec qui sa sœur Margaretha fut mariée). De Vos devint un maitre et rejoint la guilde de Saint-Luc en 1620.
Comme la plupart des peintres d'Anvers, De Vos collabora fréquemment avec d'autres peintres. Il peignit les animaux dans les scènes de chasse et les armures de la mythologie pour Pierre Paul Rubens et son équipe. Il travailla aussi avec Thomas Willeboirts Bosschaert, Erasmus Quellinus II et Jan Wildens.
Avec Antoine van Dyck, il contribua au Repos pendant la fuite en Égypte, conservé au Musée de l'Ermitage à Saint-Pétersbourg.

## Œuvres
Belgique
- La Chasse aux renard, huile sur toile, 170 x 240 cm, Collection Belfius, Bruxelles ;
- Chasse au cerf, huile sur toile, 217 x 347 cm, Musées royaux des Beaux-Arts de Belgique ;

Espagne
- Cerf poursuivi par une meute de chiens, huile sur toile, 212 x 347 cm, musée du Prado, Madrid ;
- Chiens attaquant un taureau, huile sur toile, 157 x 200 cm, musée du Prado, Madrid ;

France
- Un Chien écrasé, huile sur bois, 74 x 106 cm, musée des Beaux-Arts d'Angers ;
- Deux Jeunes Phoques sur un rivage, huile sur toile, 80 x 146 cm, musée des Beaux-Arts et d'Archéologie de Besançon[2];
- Chien dans une cuisine, huile sur toile, 105 x 145 cm, palais des Beaux-Arts de Lille ;
- Chasse aux cerfs par des amazones', huile sur toile, 105 x 145 cm, Musée des Beaux-Arts de Narbonne [3];
- L'entrée des animaux dans l'arche de Noé, huile sur toile, 203 x 3016 cm, Musée du Louvre ;
- Le paradis terrestre, huile sur toile, 265 x 320 cm, Musée du Louvre ;

Russie
- Loups attaquant un cheval, huile sur toile, 200,5 x 302,5 cm, musée de l'Ermitage, Saint-Pétersbourg.

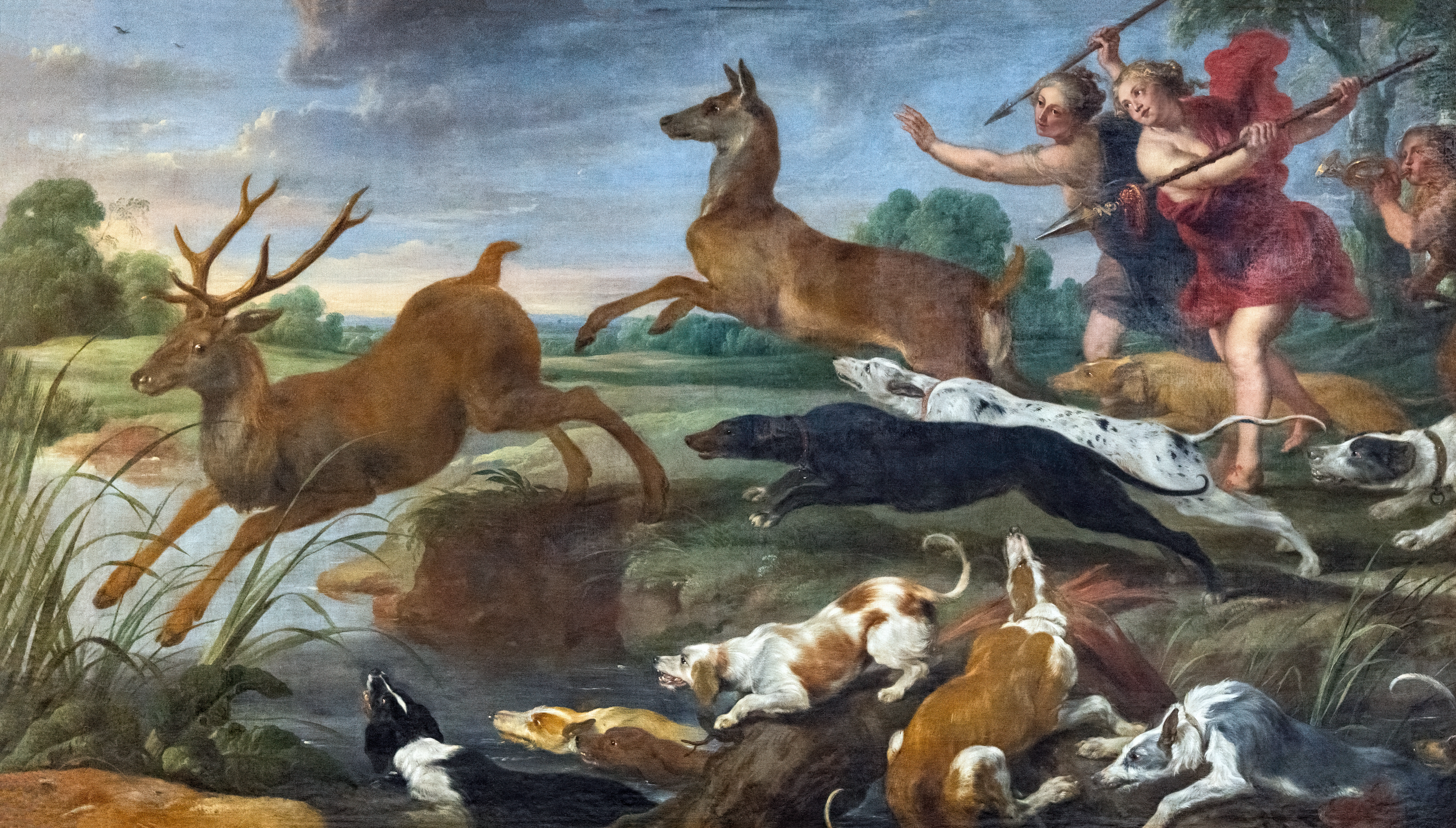
Chasse aux cerfs par des amazones, Musée des Beaux-Arts de Narbonne.
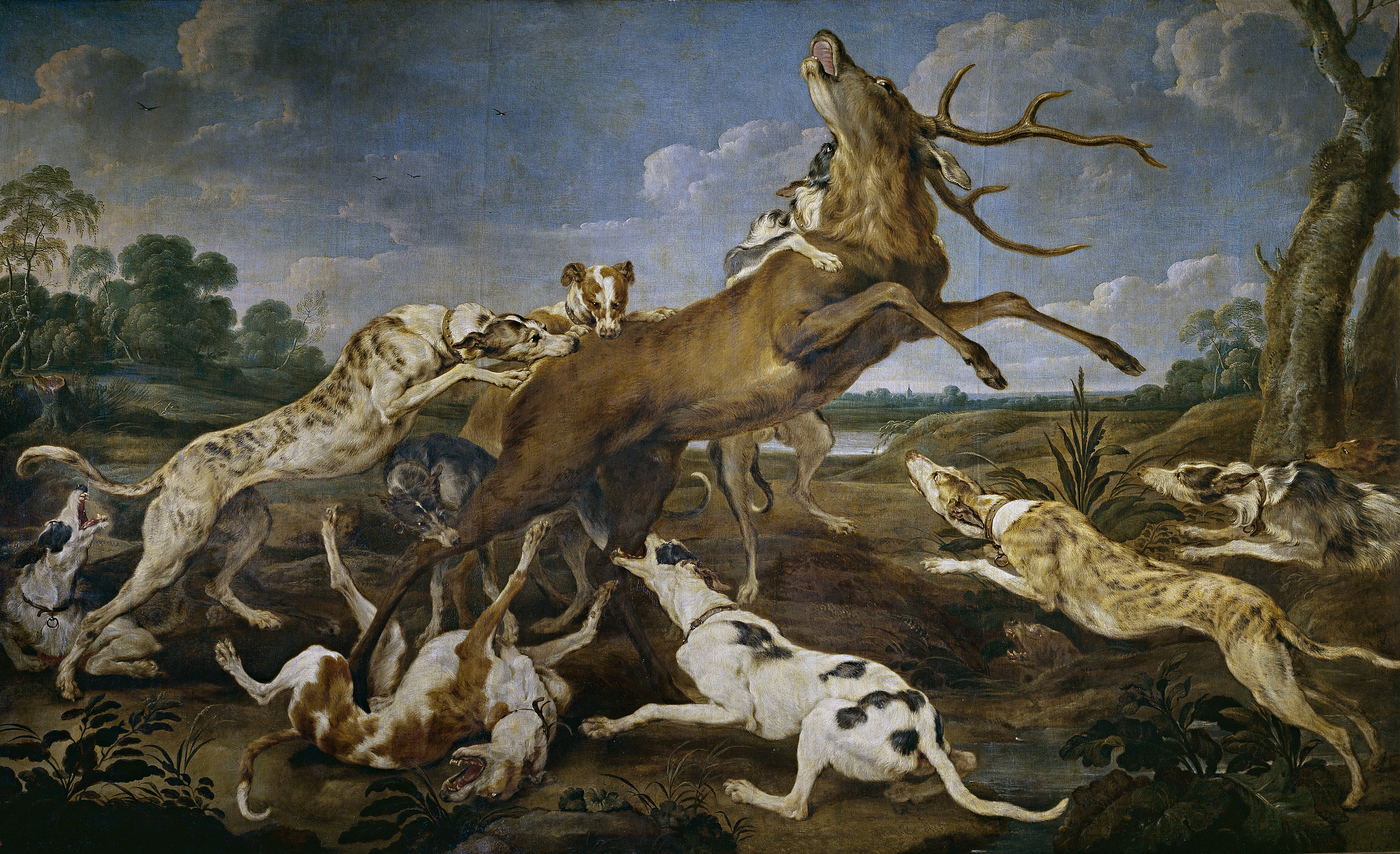
Cerf poursuivi par une meute de chiens, Musée du Prado, Madrid.